# Multi Gripper

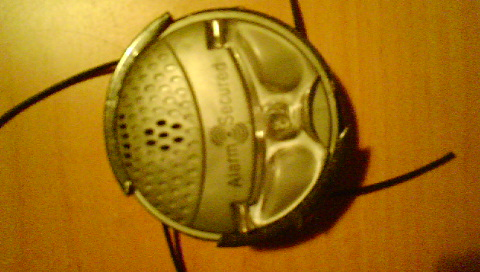
Een Multi Gripper

Een Multi gripper of Spider wrap (afgekort: MG) is een beveiligingsproduct. Veel winkels gebruiken dit systeem om hun producten tegen diefstal te beveiligen.

## Werking
Een multigripper bevat 4 kabels. Deze kabels worden over het product gespannen en aan elkaar bevestigd met een hardplastic "slot". Vervolgens worden de kabels als een soort haspel opgerold, zodat het onmogelijk is om de MG los van het product te krijgen zonder sabotage.
Het "slot" bevat een RFID-chip. Indien men hiermee door een detectiepoortje loopt, gaat het alarm af.

## Sabotage
Bij het doorknippen van een van de kabels, gaat het geïntegreerde alarm af. 

## Elektronica
Een MG werkt op een 3 volt lithiumbatterij, een indicatie-led geeft de status van de MG aan. De batterij gaat een aantal jaren mee. Een piëzo-element fungeert als sirene. Een elektronische schakeling, de basis van de MG, detecteert door middel van een ic of de kabels contact maken. De MG heeft ook een testknop aan de onderkant.

## Mechanica
Met een sleutel kan men de MG vergrendelen of ontgrendelen. Als de MG is vergrendeld, kunnen de kabels alleen maar strakker worden gedraaid. Dit komt door een groot tandwiel en weerhaakjes. Als de MG is ontgrendeld, raken de weerhaakjes het tandwiel niet, en kunnen de kabels afgerold worden.